# Taniquetil Montes
I Taniquetil Montes sono una catena montuosa della superficie di Titano.
Prendono il nome dal Taniquetil, montagna dell'universo immaginario di Arda, creato dallo scrittore J. R. R. Tolkien.